# Parque Nacional da Tijuca
Parque Nacional da Tijuca är en nationalpark i Brasilien.   Den ligger i delstaten Rio de Janeiro, i den sydöstra delen av landet, 900 km sydost om huvudstaden Brasília. Parque Nacional da Tijuca ligger 538 meter över havet.
Terrängen runt Parque Nacional da Tijuca är kuperad. Havet är nära Parque Nacional da Tijuca åt sydost. Trakten är tätbefolkad. Närmaste större samhälle är Rio de Janeiro, 9,0 km nordost om Parque Nacional da Tijuca. 